# Saham (Oman)
Saham ist eine Ortschaft mit ca. 3500 Einwohnern im Sultanat Oman. Saham liegt direkt am Persischen Golf und an der Küstenautobahn Route 1. Saham ist administrativ auch ein Wilaya des Gouvernements Schamal al-Batina.

## Persönlichkeiten
- Mohsin al-Khaldi (* 1988), Fußballspieler